# Roger T. Drolet
 (avril 2011).
Si vous disposez d'ouvrages ou d'articles de référence ou si vous connaissez des sites web de qualité traitant du thème abordé ici, merci de compléter l'article en donnant les références utiles à sa vérifiabilité et en les liant à la section « Notes et références ».
Pour les articles homonymes, voir Drolet et Roger Drolet.
Roger T. Drolet est un journaliste, sociologue et un animateur à la radio québécoise. Il a commencé une carrière de journaliste en presse écrite (Journal de Québec) et à la radio en 1972 dans la ville de Québec. On pourra l'entendre consécutivement aux stations CJRP, CKRL, CFLS, CHOI et CHRC[réf. nécessaire].
Membre du Conseil d'administration de CKRL entre 1990 et 1992,il continue à participer à certains projets radiophoniques.
Détenteur d'une maîtrise en sciences sociales de l'Université Laval, M. T. Drolet est chargé de cours en journalisme etcommunication publique à l'Université Laval de 1986 à 1994 pour ensuite se diriger vers la télévision éducative Canal Savoir, aujourd'hui Savoir Média  CFTU-DT.
Entre 1990 et 1994, il agit bénévolement à titre de Responsable des communications publiques pour le Parti Québécois (région Capitale-Nationale 09).
En 2000, il rejoint la fonction publique québécoise. Il agit comme conseiller en communication au ministère des Relations internationales ainsi qu'à celui de l'Environnement et de la Lutte contre les changements climatiques jusqu'en 2015.
Membre actif de l'Union des Artistes (UDA), M. T. Drolet participe à certaines productions pour la télévision et le cinéma et prête sa voix à des campagnes publicitaires au fil de sa vie professionnelle.
En 1999, il produit et réalise le documentaire Vivre avec l'hiver (diffusé sur Télé-Québec) . Cette même année, il cofonde le site web Québec Info Musique. L'organisme crée un site Web qui devient la plus importante banque de données consacrée aux artistes et aux professionnels de l'industrie musicale au Québec. Cette OSBL célèbre ses 20 années d'existence en 2019. C'est aussi avec cette entreprise qu'il crée et coanime avec le musicien Robert Paquette, de 2003 à 2009, la série radiophonique Chansons QIM'ANIM et y interviewe les plus grands artistes musicaux du Québec.
Membre du Conseil d'administration du Centre d'action bénévole de Québec (CABQ) à partir de 2012, il en devient le Président en juillet 2014 jusqu'en juin 2017 .
Dans le cadre des élections scolaires 2014, Roger T. Drolet est candidat indépendant au poste de commissaire dans la circonscription no. 9 à la Commission scolaire de la Capitale à Québec.
De 2017 à 2020, il représente l'artiste René d'Antoine Letarte en ce qui concerne la diffusion des  créations musicales de celui-ci sur les plateformes numériques.
Consultant en communication, M. T.Drolet fut membre de l 'Association des professionnels de l'édition musicale (APEM) (2018-2020). En 2019-2020, il collabore, à titre de consultant, à la conception de l'Anthologie SPACQ (https://anthologie.spacq.qc.ca), projet destiné à promouvoir les oeuvres des auteurs-compositeurs-interprètes québécois.
Il donne également des formations reliées aux relations avec les médias à divers groupes à travers le Québec.